# Mariedamms kapell
Mariedamms kapell är ett kapell som tillhör Lerbäcks församling i Strängnäs stift. 

## Kapellet
Traditionellt utformat kapell av trä från 1930. Man byggde en klockstapel 1932. 

## Orgel
- Tidigare användes ett harmonium.
- Den nuvarande orgeln är mekanisk och byggd 1967 av Anders Perssons Orgelbyggeri.

| Manual       | Pedal   |
| Gedackt 8’   | Bihängd |
| Flöjt 4’     |         |
| Principal 2’ |         |
| Principal 1' |         |

### Webbkällor
- Svenska kyrkan i Lerbäck-Snavelunda pastorat